# Запорожець (Криворізький район)
Запоро́жець — село в Україні, у Глеюватській сільській громаді Криворізького району Дніпропетровської області. 
Населення — 192 мешканці.

## Географія
Село Запорожець знаходиться за 1,5 км від села Савро Кам'янського району. По селу протікає пересихаючий струмок з загатою. Поруч проходить залізниця, станція Савро за 1,5 км.

## Населення

### Мова
Розподіл населення за рідною мовою за даними перепису 2001 року:
| Мова            | Відсоток |
| --------------- | -------- |
| українська      | 91,7 %   |
| російська       | 6,3 %    |
| білоруська      | 1,6 %    |
| інші/не вказали | 0,4 %    |